# Монастирський острів (Санкт-Петербург)
Монастирський острів (рос. Монасты́рский остров) — острів у дельті Неви на території Санкт-Петербурга, обмежений річками Невою, Монастиркою і Обвідним каналом.

## Історія
Виник на початку XIX століття у зв'язку з будівництвом Обвідного каналу. Назву острів отримав від Олександро-Невського монастиря, що там знаходиться.

## Мости
Монастирський острів з іншими островами з'єднують такі мости:
- Шліссельбурзький міст
- Міст Обуховської оборони
- Монастирський міст
- 1-й Лаврський міст
- 2-й Лаврський міст
- Козачий міст

## Пам'ятки
- Олександро-Невська лавра